# The Green Goddess (commedia)
The Green Goddess è una commedia drammatica scritta nel 1921 da William Archer.
Prodotto e messo in scena da Winthrop Ames, il lavoro teatrale di Archer è ambientato in una regione remota alle falde dell'Himalaya, dove va a schiantarsi un piccolo aereo da turismo con a bordo tre passeggeri che, miracolosamente, si salvano.
Per il Broadway theatre arriva a 175 recite dal 18 gennaio 1921 al giugno 1921 nel Booth Theatre e promuove la produzione di The Green Goddess (film 1923) e del film La dea verde.

## Trama
Durante una rivolta, tre inglesi cadono con il loro aereo nelle vicinanze di un villaggio indiano. Si salvano, ma vengono presi prigionieri dai nativi che li portano al palazzo del rajah locale. Il signore di Rukh si dimostra un elegante e raffinato gentiluomo che ha studiato a Oxford e che li tratta come ospiti. Ma, come i tre verranno a scoprire, sono proprio i fratelli del rajah a essere il motivo della rivolta. Quest'ultimo, per vendicarne la morte, condanna i tre caduti fortunosamente nelle sue mani a essere sacrificati nel santuario della Dea verde.
Le comunicazioni con l'esterno sono impossibili, ma i prigionieri scoprono che nel palazzo si trova una ricetrasmittente con la quale riescono a mettersi in contatto con l'esercito. Il maggiore Crespin resta ucciso, mentre sua moglie Lucilla e il dottor Traherne sono portati a forza al luogo del sacrificio. All'ultimo momento, saranno salvati dall'intervento armato dei britannici accorsi alla loro richiesta di aiuto.

## Cast di Broadway (18 gennaio 1921)
- George Arliss: Rajah di Rukh
- Olive Wyndham: Lucilla
- Herbert Waring: maggiore Antony Crespin
- Cyril Keightley: dottor Basil Traherne
- Helen Nowell: ayah
- David A. Leonard: grande sacerdote
- Ivan F. Simpson: Watkins
- Ronald Colman: sacerdote del tempio
- Herbert Ransome: tenente Denis Cardew

## Adattamenti
Sono state realizzate tre trasposizioni cinematografiche dell'opera:
- The Green Goddess (1923)
- La dea verde (The Green Goddess) (1930)
- Adventure in Iraq (1943)